# Hitting a New High
Hitting a New High (Brasil: Nas Asas da Fama / Portugal: O Rouxinol da Selva) é um filme estadunidense de 1937, do gênero comédia musical, dirigido por Raoul Walsh e estrelado por Lily Pons e Jack Oakie. Esta foi a terceira e última incursão no cinema da estrela da ópera Lily Pons. O roteiro exigiu que ela se cobrisse de penas, gorgeasse ao falar e respondesse quando alguém a chamasse de "Ooga-Hunga". O público reagiu mal e não comprou ingressos, o que levou ao cancelamento do contrato da estrela e precipitou a saída do produtor Jesse L. Lasky da RKO.
O filme recebeu uma indicação ao Oscar, na categoria Melhor Gravação de Som.
A trilha sonora traz canções como I Hit a New High e This Never Happened Before, ambas de Jimmy McHugh e Harold Adamson, além de trechos de Parysatis, de Camille Saint Saëns e Lucia di Lammermoor, de Donizetti.

## Sinopse
Empresário veste cantora ambiciosa como "Ooga-Hunga, A Mulher Pássaro" para que ela consiga ser percebida por amante de ópera. Este está em um safári na África e fica bem animado quando Ooga-Hunga chega.

## Premiações
| Prêmio | Categoria              | Situação |
| ------ | ---------------------- | -------- |
| Oscar  | Melhor Gravação de Som | Indicado |

## Elenco
| Ator/Atriz            | Personagem                             |
| --------------------- | -------------------------------------- |
| Lily Pons             | Suzette / Ooga-Hunga, A Mulher Pássaro |
| Jack Oakie            | Corny Davis                            |
| John Howard           | Jimmy James                            |
| Eric Blore            | Cedric Cosmo                           |
| Edward Everett Horton | Lucius B. Blynn                        |
| Eduardo Cianelli      | Andreas Mazzini                        |
| Luis Alberni          | Luis Marlo                             |
| Jack Arnold           | Carter Haig                            |
| Leonard Carey         | Jervons                                |